# Aeres Hogeschool
Aeres Hogeschool is een zelfstandige hogeschool met drie vestigingen, die alle drie als faculteit worden aangeduid, in Dronten, Almere en Wageningen. De school is een fusie van de voormalige CAH Vilentum Hogeschool Dronten en Stoas Hogeschool in Wageningen. Aeres Hogeschool is onderdeel van de kennisinstelling Aeres.